# Fernanda Andrade
Fernanda Andrade (anhörenⓘ, * 8. März 1984 in São José dos Campos, São Paulo) ist eine brasilianische Schauspielerin.

## Leben
Andrade, deren Eltern spanisch-italienische und portugiesisch-spanisch-schweizerische Vorfahren haben, wuchs im etwa 100 km nördlich von São Paulo gelegenen Campinas auf und zog mit ihrem Vater, einem Ingenieur, im Alter von 11 Jahren nach Florida.
Im Alter von 15 Jahren hatte sie – zu dem Zeitpunkt noch Schülerin – ihre erste Rolle in dem für HBO gedrehten Film For Love or Country (deutscher Titel: Die Jazz Connection), in dem sie die Tochter Arturo Sandovals spielte. Als ihre Agentin nach Los Angeles zog, lud sie Andrade ein, mitzukommen. Ursprünglich wollte sie ihr Journalismusstudium nur für ein Semester unterbrechen, doch es folgten neben Engagements in Fernsehfilmen und Serien wie CSI: Miami, Law & Order und The Mentalist auch die Rolle der Vilma Rodriguez in der Mini-Serie Gefallene Engel. Im Horrorfilm Devil Inside spielte sie die Hauptfigur Isabella Rossi.

## Filmografie (Auswahl)

### Filme
- 2003: La americanita (Kurzfilm)
- 2006: Gefallene Engel
- 2007: Gefallene Engel 2
- 2007: Kill Quincy Wright (Kurzfilm)
- 2008: Gefallene Engel 3
- 2009: Why Am I Doing This?
- 2012: Devil Inside
- 2013: Bedbug (Kurzfilm)
- 2017: The Beautiful Ones
- 2019: Lying and Stealing
- 2023: Assassin – Every Body is a Weapon (Assassin)
- 2023: Finestkind
- 2025: Spider & Jessie

### Fernsehen
- 2000: Die Jazz Connection (For Love or Country: The Arturo Sandoval Story)
- 2001: The Suitor
- 2007: Fallen (Mini-Serie, 4 Folgen)
- 2009: Castle (Fernsehserie, Folge 1x9, „Die verschwundene Tochter“)
- 2013: Red Widow (Fernsehserie, 3 Folgen)
- 2014: Law & Order: Special Victims Unit (Fernsehserie, Folge 15x17)
- 2014: Navy CIS (Fernsehserie, Folge 11x24)
- 2016: Marvel’s Most Wanted
- 2016: Rizzoli & Isles (Fernsehserie, Folge 6x77)
- 2016: From Dusk Till Dawn: The Series (Fernsehserie, Folge 3x07)
- 2017: Navy CIS: L.A. (Fernsehserie, Folge 9x02 und 9x22)
- 2018: Run for Your Life
- 2018: Here and Now (Fernsehserie, 5 Folgen)
- 2018: The First (Fernsehserie, 4 Folgen)
- 2020: Narcos: Mexico (Fernsehserie, 2 Folgen)
- 2020: Next (Fernsehserie, 10 Folgen)
- 2022: Moon Knight (Fernsehserie, Folge 1x05)
- 2022: So finster die Nacht (Let the Right One In, Fernsehserie, 6 Folgen)